# Республіка Ланьфан
0°20′53″ пн. ш. 109°20′24″ сх. д. / 0.348043° пн. ш. 109.339994° сх. д.
Республіка Ланьфан (китайською: 蘭芳共和國; pinyin: Lánfāng Gònghéguó;    , Pha̍k-fa-sṳ: Làn-fông Khiung-fò-koet), також відома як Lanfang Company (китайською: 蘭芳公司; pinyin: Lánfāng gōngsī), була Конгсійською республікою на заході Борнео на території султанату Самбас . Його заснував китаєць народу хакка на ім'я Луо Фанбо в 1777 році, а в 1884 році його було ліквідовано голландськими окупантами .

## Прихід китайців
Султани Західного Борнео, включаючи Самбаса, Сукадану та Ландака, у 18 столітті надіслали китайських робітників працювати на золотих або олов'яних копальнях . Кілька гірничодобувних компаній користувалися певною політичною автономією,  але Ланьфан є найбільш відомою завдяки Япу Сьонг-йону, що записав її історію у своїй праці. Він приходився зятем останньому капітану компанії Ланьфан. Праця Сьонг-йона була перекладена голландською мовою в 1885 році, та Дж. Дж. М. де Грутом, голландським китаєзнавцем, який записав історію Ланьфана не без допомоги його останнього президента Лю Ашена .       Жодна інша китайська гірничодобувна організація західного Калімантану не залишила письмових згадок; записи інших були задокументовані голландськими синологами.

## Правління Ло Фонг Пака
Батьком-засновником Ланьфану Конгсі був Ло Фонг Пак (羅芳伯) — виходець із Мейчжоу в провінції Гуандун . Китайські поселенці здавна жили на Борнео, більшість з яких займалися торгівлею та гірничодобувною промисловістю. Вони створили власні компанії, серед яких була Південна компанія, очолювана Ло.
У 1777 році Ло заснував компанію Ланьфан (зі столицею в Мандорі), яка швидко стала провідним урядовим центром в регіоні.       Згодом поселенці обрали Ло своїм першим лідером. На початку правління Ло він знав, що вони не зможуть довго виживати на землі, оточеній західними колонізаторами. Щоб знайти захист, Ло наполягав на тому, щоб заявити про право власності на Республіку Ланьфан як на компанію, яка шукала притулку в імперії Цін. На жаль, імператор Цяньлун не прийняв пропозицію Ло стати данницькою державою Цінської імперії, хоч і погодився на торговельну угоду. Після того, як Ло отримав офіційну відповідь від Цяньлуна, він одразу ж представив її як доказ вірності імперії Цін. Цим він залякав голландців, змусивши їх тимчасово припинити ворожу діяльність проти Республіки Ланьфан.  Після того, як Ло захистив майбутнє Республіки Ланьфан, він запровадив багато демократичних принципів, зокрема ідею про те, що всі державні справи повинні вирішуватися за участю громадян республіки. Республіка не мала регулярної армії, але мала міністерство оборони, яке керувало національним ополченням на основі військової повинності . У мирний час населення здебільшого займалося сільським господарством, виробництвом, торгівлею та гірничодобувною промисловістю. Адміністративний поділ Ланьфана включав три рівні (провінція, префектура та повіт), причому народ обирає лідерів для кожного рівню. Ланьфан був союзником султана Абдуррахмана з Понтіанакського султанату .     
Ло обіймав посаду глави держави до своєї смерті в 1795 році. Після цього члени Ланьфана обрали Цзян Вубо (江戊伯) своїм наступним президентом. За час існування Ланьфана мешканці обрали загалом дванадцять лідерів, які допомогли вдосконалити сільськогосподарські методи, розширити видобуток корисних копалин, розвинути культурну освіту та організувати військову підготовку.